# Reyer Venezia Mestre 2012-2013
Questa voce raccoglie le informazioni riguardanti la Reyer Venezia Mestre nelle competizioni ufficiali della stagione 2012-2013.

## Stagione
La stagione 2012-2013 della Reyer Venezia Mestre, sponsorizzata Umana, è la 43ª in Serie A.
All'inizio della nuova stagione la Lega Basket decise di modificare il regolamento riguardo al numero di giocatori stranieri da schierare contemporaneamente in campo. Si decise così di optare per la scelta della formula con 7 giocatori stranieri di cui massimo 3 non appartenenti a Paesi appartenenti alla FIBA Europe o alla convenzione di Cotonou.

## Roster

### Staff tecnico e dirigenziale
- Allenatore: Andrea Mazzon
- Assistente: Walter De Raffaele
- Assistente: Alberto Billio
- Preparatore Atletico: Alvaro Grespan
- Medico: Stefano Varponi
- Fisioterapista: Mario Zurlandi
- Massaggiatore: Carlo Caria

- Presidente: Luigi Brugnaro
- Direttore sportivo: Federico Casarin
- Direttore resp.le segreteria: Morris Ceron
- Responsabile marketing: Paolo Bettio
- Addetto stampa: Federico Bacciolo
- Addetto agli arbitri: Fabio Vianello
- Responsabile sito Internet: Federico Bacciolo
- Direttore resp.le: Gianluca Petronio
- Dir. accompagnatore: Matteo Vianello
- Responsabile statistiche Lega: Francesco Benedetti
- Resp.le tecnico settore giovanile: Francesco Benedetti

## Mercato
| Arrivi | Arrivi           | Arrivi             | Arrivi        |
| R      | Nome             | da                 | Modalità      |
| ------ | ---------------- | ------------------ | ------------- |
| AG     | Yakhouba Diawara | Pall. Varese       | definitivo    |
| C      | Denis Marconato  | Pall. Cantù        | definitivo    |
| C      | Ivan Zoroski     | Sutor Montegranaro | definitivo    |
| C      | Eric Williams    | Astana             | definitivo    |
| G      | Marco Ceron      | Recanati           | fine prestito |

| Partenze | Partenze           | Partenze               | Partenze       |
| R        | Nome               | a                      | Modalità       |
| -------- | ------------------ | ---------------------- | -------------- |
| A        | Marco Allegretti   | Napoli Basketball      | fine contratto |
| A        | Alberto Causin     | Giants Basket Marghera | fine contratto |
| P        | Giovanni Tomassini | V.L. Pesaro            | fine prestito  |
| A        | Tamar Slay         | Sutor Montegranaro     | fine contratto |
| C        | Sylvere Bryan      | V.L. Pesaro            | fine contratto |
| G        | Dīmītrīs Tsaldarīs | Kolossos Rodi          | fine contratto |
| P        | Guido Meini        | Trapani Shark          | fine contratto |
| G        | Marco Ceron        | Napoli Basketball      | prestito       |

## Risultati

### Serie A

#### Regular season

##### Girone di andata
| Arbitri: | Tolga Sahin (Messina) Mauro Pozzana (Udine) Maurizio Biggi (Cavenago di Brianza) |

|                            |            |                                |
| Brooks 14 Smith 13 Tyus 12 | Punti      | 19 Young 13 Clark 10 Diawara   |
| Tabu 5                     | Assist     | 2 Fantoni, Marconato, Zoroski  |
| Tyus 8                     | Rimbalzi   | 5 Diawara, Marconato, Rosselli |
| Andrea Trinchieri          | Allenatori | Andrea Mazzon                  |

| Arbitri: | Roberto Chiari (Ponzano Veneto) Marco Giansanti (Roma) Lorenzo Baldini (Firenze) |

|                                               |            |                                             |
| Young 10 Diawara 9 Bulleri, Clark, Williams 8 | Punti      | 15 Cinciarini 9 Antonutti 7 Jeremić, Taylor |
| Young 3                                       | Assist     | 3 Cinciarini                                |
| Williams 11                                   | Rimbalzi   | 13 Brunner                                  |
| Andrea Mazzon                                 | Allenatori | Massimiliano Menetti                        |

| Arbitri: | Luigi Lamonica (Roseto degli Abruzzi) Saverio Lanzarini (Bologna) Giorgio Provini (Campoformido) |

|                                 |            |                                      |
| Crosariol 18 Barbour 16 Mack 14 | Punti      | 14 Diawara 12 Zoroski 11 Clark       |
| Cavaliero 6                     | Assist     | 1 Fantoni, Rosselli, Williams, Young |
| Crosariol, Mack 7               | Rimbalzi   | 10 Williams                          |
| Giampiero Ticchi                | Allenatori | Andrea Mazzon                        |

| Arbitri: | Giampaolo Cicoria (Milano) Paolo Quacci (Albuzzano) Denny Borgioni (Roma) |

|                                 |            |                                      |
| Clark 23 Diawara 17 Williams 13 | Punti      | 21 Thornton 21 Ignerski 18 T. Diener |
| Clark, Szewczyk, Young 3        | Assist     | 8 T. Diener                          |
| Szewczyk 8                      | Rimbalzi   | 9 Ignerski                           |
| Andrea Mazzon                   | Allenatori | Meo Sacchetti                        |

| Arbitri: | Luigi Lamonica (Roseto degli Abruzzi) Gabriele Bettini (Bologna) Alessandro Martolini (Roma) |

|                                 |            |                                |
| Robinson 16 Gibson 12 Zerini 11 | Punti      | 26 Diawara 18 Clark 9 Williams |
| Gibson 3                        | Assist     | 5 Clark                        |
| Robinson 6                      | Rimbalzi   | 11 Diawara                     |
| Piero Bucchi                    | Allenatori | Andrea Mazzon                  |

| Arbitri: | Roberto Begnis (Crema) Marco Giansati (Roma) Denny Borgioni (Roma) |

|                              |            |                                    |
| Clark 18 Diawara 17 Young 17 | Punti      | 21 Freimanis 18 Slay 16 Cinciarini |
| Rosselli 3                   | Assist     | 6 Steele                           |
| Bulleri 6                    | Rimbalzi   | 9 Burns                            |
| Andrea Mazzon                | Allenatori | Charlie Recalcati                  |

| Arbitri: | Luigi Lamonica (Roseto degli Abruzzi) Emanuele Aronne (Viterbo) Gianluca Calbucci (Pomezia) |

|                                        |            |                              |
| Langford 23 Mpourousīs 17 Stipčević 14 | Punti      | 26 Clark 17 Diawara 16 Young |
| Cook 6                                 | Assist     | 4 Bulleri                    |
| Mpourousīs 6                           | Rimbalzi   | 4 Diawara, Magro, Marconato  |
| Sergio Scariolo                        | Allenatori | Andrea Mazzon                |

| Arbitri: | Enrico Sabetta Marco Giansanti (Roma) Massimiliano Duranti (Càscina) |

|                                 |            |                              |
| Bulleri 15 Clark 13 Szewczyk 13 | Punti      | 20 Datome 18 Lawal 11 Taylor |
| Bulleri 4                       | Assist     | 6 Taylor                     |
| Szewczyk 7                      | Rimbalzi   | 9 Goss                       |
| Andrea Mazzon                   | Allenatori | Luca Calvani                 |

| Arbitri: | Dino Seghetti (Livorno) Emanuele Aronne (Viterbo) Gianluca Sardella (Rimini) |

|                                    |            |                                     |
| Robinson 17 Johnson 15 Brackins 10 | Punti      | 16 Bulleri 15 Young 7 Szewczyk      |
| Robinson 7                         | Assist     | 3 Bulleri, Rossellil                |
| Brackins, Jaramaz 5                | Rimbalzi   | 5 Bowers, Rosselli, Williams, Young |
| Massimo Cancellieri                | Allenatori | Andrea Mazzon                       |

| Arbitri: | Roberto Begnis (Crema) Carmelo Paternicò (Piazza Armerina) Mark Bartoli (Trieste) |

|                                       |            |                                 |
| Vitali 27 Jackson 15 Harris, Perić 13 | Punti      | 23 Young 16 Szewczyk 14 Diawara |
| Johnson 4                             | Assist     | 3 Young                         |
| Stipanović                            | Rimbalzi   | 8 Szewczyk                      |
| Luigi Gresta                          | Allenatori | Andrea Mazzon                   |

| Arbitri: | Giampaolo Cicoria (Milano) Paolo Quacci (Albuzzano) Alessandro Martolini (Roma) |

|                              |            |                               |
| Bulleri 13 Young 13 Magro 10 | Punti      | 10 Gigli 10 Hasbrouck 9 Poeta |
| Bowers, Young 2              | Assist     | 2 Gaddefors, Poeta            |
| Bowers 9                     | Rimbalzi   | 5 Gaddefors                   |
| Andrea Mazzon                | Allenatori | Alex Finelli                  |

| Arbitri: | Gianluca Mattioli (Pesaro) Carmelo Lo Guzzo (Pisa) Maurizio Biggi (Cavenago di Brianza) |

|                                   |            |                                 |
| Jonušas 16 Akindele 13 Gentile 13 | Punti      | 17 Szewczyk 13 Young 12 Zoroski |
| Mordente 4                        | Assist     | 3 Zoroski                       |
| Akindele, Jonušas 11              | Rimbalzi   | 10 Rosselli                     |
| Stefano Sacripanti                | Allenatori | Andrea Mazzon                   |

| Arbitri: | Robeto Chiari (Ponzano Veneto) Marco Giansanti (Roma) Evangelista Caiazza (Arzano) |

|                                |            |                           |
| Diawara 16 Young 14 Rosselli 8 | Punti      | 17 Brown 8 Moss 7 Hackett |
| Zoroski 4                      | Assist     | 5 Brown                   |
| Diawara 8                      | Rimbalzi   | 5 Moss, Ress              |
| Andrea Mazzon                  | Allenatori | Luca Banchi               |

| Arbitri: | Guerrino Cerebuch (Trieste) Saverio Lanzarini (Bologna) Manuel Mazzoni (Grosseto) |

|                                |            |                               |
| Young 23 Rosselli 15 Bowers 10 | Punti      | 21 Ivanov 17 Dean 13 Spinelli |
| Rosselli 4                     | Assist     | 6 Spinelli                    |
| Young 5                        | Rimbalzi   | 9 Johnson                     |
| Andrea Mazzon                  | Allenatori | Gianluca Tucci                |

| Arbitri: | Carmelo Paternicò (Piazza Armerina) Tolga Sahin (Messina) Massimiliano Duranti (Càscina) |

|                                   |            |                                  |
| Green 26 Dunston 21 De Nicolao 15 | Punti      | 27 Szewczyk 24 Clark 10 Rosselli |
| Green 7                           | Assist     | 8 Clark                          |
| Dunston 8                         | Rimbalzi   | 14 Szewczyk                      |
| Frank Vitucci                     | Allenatori | Andrea Mazzon                    |

##### Girone di ritorno
| Arbitri: | Guerrino Cerebuch (Trieste) Emanuele Aronne (Viterbo) Gabriele Bettini (Bologna) |

|                                 |            |                                    |
| Diawara 29 Szewczyk 21 Clark 11 | Punti      | 15 Tyus 15 Tabu 13 Leunen, Aradori |
| Rosselli 4                      | Assist     | 5 Tabu                             |
| Diawara 9                       | Rimbalzi   | 5 Tyus                             |
| Andrea Mazzon                   | Allenatori | Andrea Trinchieri                  |

| Arbitri: | Giampaolo Cicoria (Milano) Marco Giansanti (Roma) Mauro Pozzana (Udine) |

|                                    |            |                                 |
| Taylor 26 Brunner 14 Cinciarini 11 | Punti      | 27 Szewczyk 19 Diawara 10 Young |
| Cinciarini 4                       | Assist     | 5 Rosselli                      |
| Brunner 4                          | Rimbalzi   | 7 Diawara, Magro                |
| Massimiliano Menetti               | Allenatori | Andrea Mazzon                   |

| Arbitri: | Gianluca Mattioli (Pesaro) Massimiliano Filippini (San Lazzaro) Alessandro Terreni (Vicenza) |

|                                    |            |                                      |
| Young 22 Diawara 19 Clark, Magro 6 | Punti      | 19 Crosariol 15 Stipčević 15 Barbour |
| Diawara 4                          | Assist     | 5 Stipčević                          |
| Magro 11                           | Rimbalzi   | 6 Crosariol, Kinsey                  |
| Andrea Mazzon                      | Allenatori | Zare Markovski                       |

| Arbitri: | Luigi Lamonica (Roseto degli Abruzzi) Carmelo Lo Guzzo (Pisa) Gianluca Calbucci (Pomezia) |

|                                       |            |                                |
| D. Diener 27 Ignerski 17 T. Diener 17 | Punti      | 20 Diawara 16 Clark 13 Zoroski |
| T. Diener 14                          | Assist     | 2 Szewczyk, Rosselli           |
| Ignerski 6                            | Rimbalzi   | 6 Szewczyk                     |
| Meo Sacchetti                         | Allenatori | Andrea Mazzon                  |

| Arbitri: | Dino Seghetti (Livorno) Emanuele Aronne (Viterbo) Denny Borgioni (Roma) |

|                                |            |                                  |
| Szewczyk 19 Clark 15 Bowers 12 | Punti      | 14 Reynolds 13 Simmons 13 Gibson |
| Clark 5                        | Assist     | 4 Fultz                          |
| Bowers 12                      | Rimbalzi   | 9 Simmons                        |
| Andrea Mazzon                  | Allenatori | Piero Bucchi                     |

| Arbitri: | Enrico Sabetta (Termoli) Marco Giansanti (Roma) Maurizio Biggi (Cavenago di Brianza) |

|                                   |            |                                 |
| Burns 25 Cinciarini 22 Johnson 15 | Punti      | 15 Diawara 15 Bowers 10 Zoroski |
| Panzini 4                         | Assist     | 4 Diawara, Rosselli, Zoroski    |
| Burns 12                          | Rimbalzi   | 9 Szewczyk                      |
| Charlie Recalcati                 | Allenatori | Andrea Mazzon                   |

| Arbitri: | Luigi Lamonica (Roseto degli Abruzzi) Luca Weidmann (Campobasso) Lorenzo Baldini (Firenze) |

|                                                 |            |                                           |
| Szewczyk 23 Clark 20 Young, Bowers, Rosselli 10 | Punti      | 23 Gentile 21 KLangford 12 Fōtsīs, Bremer |
| Clark, Rosselli 4                               | Assist     | 4 Green                                   |
| Bowers 13                                       | Rimbalzi   | 6 Fōtsīs, Gentile                         |
| Andrea Mazzon                                   | Allenatori | Sergio Scariolo                           |

| Arbitri: | Roberto Begnis (Crema) Alessandro Vicino (Argelato) Maurizio Biggi (Cavenago di Brianza) |

|                             |            |                                 |
| Lawal 22 Datome 17 Jones 13 | Punti      | 22 Clark 18 Szewczyk 8 Rosselli |
| Taylor 4                    | Assist     | 9 Rosselli                      |
| Lawal 11                    | Rimbalzi   | 9 Rosselli                      |
| Marco Calvani               | Allenatori | Andrea Mazzon                   |

| Arbitri: | Luigi Lamonica (Roseto degli Abruzzi) Gianluca Sardella (Rimini) Mauro Pozzana (Udine) |

|                                |            |                                   |
| Young 16 Hubálek 14 Diawara 11 | Punti      | 25 Pinkney 18 Johnson 7 Rochestie |
| Bowers 6                       | Assist     | 4 Johnson                         |
| Hubálek 9                      | Rimbalzi   | 5 Raspino                         |
| Andrea Mazzon                  | Allenatori | Massimo Cancellieri               |

| Arbitri: | Roberto Begnis (Crema) Manuel Mazzoni (Grosseto) Mark Bartoli (Trieste) |

|                                 |            |                                 |
| Clark 19 Hubálek 15 Rosselli 13 | Punti      | 15 Perić 14 Chase 14 Stipanović |
| Rosselli 3                      | Assist     | 5 Vitali                        |
| Szweczyk 9                      | Rimbalzi   | 12 Stipanović                   |
| Andrea Mazzon                   | Allenatori | Luigi Gresta                    |

| Arbitri: | Carmelo Paternicò (Piazza Armerina) Lorenzo Baldini (Firenze) Massimiliano Duranti (Càscina) |

|                                  |            |                                       |
| Rocca 13 Fontecchio 11 Pullen 11 | Punti      | 16 Zoroski 14 Hubálek 13 Clark, Young |
| Imbrò, Pullen 3                  | Assist     | 3 Szewczyk                            |
| Rocca 11                         | Rimbalzi   | 7 Bowers                              |
| Luca Bechi                       | Allenatori | Andrea Mazzon                         |

| Arbitri: | Saverio Lanzarini (Bologna) Roberto Chiari (Ponzano Veneto) Denny Borgioni (Roma) |

|                                |            |                                   |
| Bowers 19 Szewczyk 15 Young 15 | Punti      | 25 Jelovac 19 Jonušas 13 Mordente |
| Rosselli 4                     | Assist     | 5 Mordente                        |
| Rosselli, Young 6              | Rimbalzi   | 7 Gentile                         |
| Andrea Mazzon                  | Allenatori | Stefano Sacripanti                |

| Arbitri: | Luigi Lamonica (Roseto degli Abruzzi) Dino Seghetti (Livorno) Paolo Quacci (Albuzzano) |

|                         |            |                                 |
| Brown 22 Moss 16 Eze 15 | Punti      | 24 Clark 16 Szewczyk 15 Diawara |
| Brown 8                 | Assist     | 4 Rosselli                      |
| Kangur, Moss 6          | Rimbalzi   | 12 Szewczyk                     |
| Luca Banchi             | Allenatori | Andrea Mazzon                   |

| Arbitri: | Carmelo Lo Guzzo (Pisa) Gianluca Sardella (Rimini) Emanuele Aronne (Viterbo) |

|                               |            |                                |
| Dean 20 Dragović 16 Ivanov 14 | Punti      | 28 Szewczyk 15 Clark 14 Bowers |
| Lakovič 7                     | Assist     | 7 Clark                        |
| Dragović 10                   | Rimbalzi   | 7 Bowers                       |
| Cesare Pancotto               | Allenatori | Andrea Mazzon                  |

| Arbitri: | Saverio Lanzarini (Bologna) Dino Seghetti (Livorno) Luca Weidmann (Roma) |

|                                     |            |                   |
| Clark 25                            | Punti      | 14 Ere            |
| Clark, Diawara, Bulleri, Rosselli 2 | Assist     | 4 Ere             |
| Clark 7                             | Rimbalzi   | 6 Dunston, Ivanov |
| Andrea Mazzon                       | Allenatori | Francesco Vitucci |

#### Play-off
Tutti i turni di playoff si giocano al meglio delle 7 partite. La squadra con il miglior piazzamento in classifica al termine della stagione regolare gioca in casa gara-1, gara-2 e le eventualia gara-5 e gara-7.
|   | Quarti di finale | G1 | G2 | G3 | G4 | G5 |
| - | ---------------- | -- | -- | -- | -- | -- |
| 1 | Pall. Varese     | 92 | 81 | 93 | 72 | 84 |
| 8 | Reyer Venezia    | 74 | 72 | 79 | 84 | 75 |

##### Quarti di finale
| Arbitri: | Enrico Sabetta (Termoli) Marco Giansanti (Roma) Manuel Mazzoni (Grosseto) |

|                              |            |                                 |
| Green 25 Dunston 16 Banks 12 | Punti      | 14 Szewczyk 13 Clark 12 Diawara |
| Green 7                      | Assist     | 3 Clark, Diawara, Rosselli      |
| Green 6                      | Rimbalzi   | 9 Szewczyk                      |
| Francesco Vitucci            | Allenatori | Andrea Mazzon                   |

| Arbitri: | Giampaolo Cicoria (Milano) Alessandro Martolini (Roma) Lorenzo Baldini (Firenze) |

|                                  |            |                              |
| Šakota 19 Ere 19 Banks, Green 12 | Punti      | 17 Diawara 14 Young 11 Clark |
| Green 8                          | Assist     | 4 Clark                      |
| Ere 10                           | Rimbalzi   | 8 Diawara                    |
| Francesco Vitucci                | Allenatori | Andrea Mazzon                |

| Arbitri: | Roberto Begnis (Crema) Gabriele Bettini Gianluca Sardella (Rimini) |

|                                  |            |                                 |
| Young 29 Szewczyk 15 Rosselli 12 | Punti      | 23 Banks 19 Dunston 14 Polonara |
| Clark, Diawara 2                 | Assist     | 10 Green                        |
| Diawara 10                       | Rimbalzi   | 7 Dunston, Rush                 |
| Andrea Mazzon                    | Allenatori | Francesco Vitucci               |

| Arbitri: | Guerrino Cerebuch (Trieste) Alessandro Martolini (Roma) Paolo Quacci (Albuzzano) |

|                              |            |                               |
| Clark 18 Young 16 Diawara 14 | Punti      | 15 Šakota 14 Dunston 12 Banks |
| Clark 8                      | Assist     | 5 Green                       |
| Szewczyk 9                   | Rimbalzi   | 9 Dunston                     |
| Andrea Mazzon                | Allenatori | Frank Vitucci                 |

| Arbitri: | Roberto Begnis (Crema) Paolo Taurino (Vignola) Denny Borgioni (Roma) |

|                                       |            |                                  |
| Šakota 23 Banks 14 Dunston, Ivanov 10 | Punti      | 21 Diawara 15 Rosselli 13 Bowers |
| Green 5                               | Assist     | 3 Rosselli                       |
| Ivanov 9                              | Rimbalzi   | 9 Rosselli                       |
| Francesco Vitucci                     | Allenatori | Andrea Mazzon                    |